# Струмишки конгрес на ВМОРО (1904)
Струмишкият конгрес на Струмишкия революционен окръг се провежда на 16 – 17 април 1904 година край Струмица. Присъстват легални и нелегални дейци на Струмишкия, Радовишкия, Горноджумайския и Малешевския райони.
Конгресът констатира, че организацията е прекалено централизирана и че Илинденско-Преображенското въстание е избухнало преждевременно. Решено е фунцкиите на Централния комитет на ВМОРО да намалеят, а организацията да съществува на федеративен принцип. Предлагат се изменения за закрепване и усилване на организацията и се търси сметка на задграничните представители Христо Матов и Христо Татарчев за констатирани от конгреса нарушения: не са запазили самостоятелността на организацията спрямо България, приели са помощ от разтурения преди това ВМОК, изпратили неправомерно Борис Сарафов и Михаил Герджиков в Западна Европа. Предлагат Димитър Стефанов и Пере Тошев да бъдат включени в Задграничното представителство. Запазен е препис от Христо Узунов на протокола от състоялия се конгрес.